# Aboncourt-Gesincourt
Aboncourt-Gesincourt település Franciaországban, Haute-Saône megyében. Lakosainak száma 216 fő (2022. január 1.). Aboncourt-Gesincourt Fouchécourt, Arbecey, Gevigney-et-Mercey, Lambrey és Purgerot községekkel határos.

## Népesség
A település népességének változása:
| Lakosok száma | 215  | 215  | 222  | 214  | 210  | 209  | 212  | 214  | 216  |
|               | 2013 | 2015 | 2016 | 2017 | 2018 | 2019 | 2020 | 2021 | 2022 |